# Phương Bân
Phương Bân (tiếng Trung: 方斌) là doanh nhân, nhà báo công dân và người thổi còi Trung Quốc, đã sử dụng Youtube và WeChat để phát hình ảnh về Vũ Hán trong đại dịch COVID-19. Anh đã bị bắt nhiều lần trong khoảng thời gian từ ngày 1 đến ngày 9 tháng 2 năm 2020. Anh được cho là bị mất tích kể từ khi bị bắt vào ngày 9 tháng 2 năm 2020.

## Đời tư
Phương Bân là một doanh nhân sống ở thành phố Vũ Hán, tỉnh Hồ Bắc vào tháng 1 năm 2020 khi đại dịch COVID-19 tấn công Trung Quốc.

## Làm báo
Phương Bân đã quay video đầu tiên của mình vào ngày 25 tháng 1 năm 2020. Các bức ảnh của anh chủ yếu thể hiện bản thân và tình hình ở các quận khác nhau của Vũ Hán, và thu hút vài nghìn lượt xem. Video này được tải lên YouTube để vượt qua sự kiểm duyệt của chính phủ đối với các nền tảng Trung Quốc. Mặc dù YouTube được cho là bị chặn ở Trung Quốc, nhưng nó vẫn có thể truy cập được thông qua các mạng riêng ảo.

### Lần bắt giữ đầu tiên
Ngày 1 tháng 2 năm 2020, Anh đã tung một video mới cho thấy việc chất đống thi thể ở phía sau của một chiếc minivan trước một bệnh viện Vũ Hán. Video được chia sẻ trên Twitter bởi nhà báo Trung Quốc sống ở Mỹ Jennifer Zeng (Tăng Tranh). Anh bị bắt cùng ngày, được cảnh báo và cuối cùng được thả ra trong đêm.

## Bắt giữ những người thổi còi
Vào tháng 2 năm 2020, Phương Bân và hai nhà báo công dân và người thổi còi khác, Trần Thu Thực và Lý Trạch Hoa, đã bị bắt và mất tích ở Vũ Hán. Trần, một luật sư đến Vũ Hán vào ngày 23 tháng 1, đã biến mất đầu tiên vào ngày 6 tháng 2; một tuần trước, anh ta đã tải lên một video chỉ trích việc thao túng thông tin của chính phủ Trung Quốc kết thúc bằng câu "Tôi không sợ chết! Họ nghĩ tôi sợ đảng cộng sản của họ sao?". Lý, một nhà báo công dân khác, đã mất tích vào cuối tháng 2, nhưng xuất hiện trở lại vào tháng 4 khi đăng một video trung lập, yêu nước, trái ngược với giọng điệu trước đây của anh.
Hai ngày trước khi Trần bị bắt, vào ngày 4 tháng 2, cảnh sát đã đến hai lần đến căn hộ của Phương Bân. Anh ta đã ghi lại cảnh đó và từ chối cho họ vào mà không có lệnh, lo lắng rằng họ đã đến với số lượng lớn để bắt giữ anh ta (anh ta đếm ít nhất bốn người). Anh liên tục làm video từ căn hộ của mình trong những ngày tiếp theo, chỉ trích tuyên truyền của chính phủ và lựa chọn bắt giữ Trần và Lý Văn Lượng. Vào ngày 9 tháng 2, anh đã tung đoạn video cuối cùng của mình: một đoạn clip dài 12 giây cho thấy một mảnh giấy với câu "chống lại mọi công dân, trao lại quyền lực của chính phủ cho người dân" được viết trên đó. Anh đã mất tích kể từ đó.